# 平成産業
平成産業株式会社（へいせいさんぎょう）は、かつて存在したタオルメーカー。旧社名は昭和産業。

## 概要
1957年に愛媛県今治市でタオル製造業として創業。
1960年に「昭和合繊織物株式会社」に法人化し、1971年に「昭和産業株式会社」に改称。その後は染色部門を独立、関連会社を設立させ「昭和産業グループ」を形成。染色から縫製まで一貫した生産システムを構築し、ピーク時には年商106億円（昭和62年7月期）をあげるなど、今治地区トップのタオルメーカーとなるまでに成長した。
しかし、1990年以降は取引先の倒産で断続的に大口焦げ付きが発生したほか、廉価輸入製品のシェア拡大が進んだことで得意先からの受注が伸び悩み、2005年7月期の年売上高は約22億9,400万円と低迷した。
2006年4月に「株式会社ショーワ」（2006年3月設立）に事業を譲渡し、休眠状態となった。その後は商号を「平成産業株式会社」に変更し、登記を愛媛県今治市から東京都渋谷区に移転するなど破産に向けた準備を開始した。2007年7月30日、東京地方裁判所にグループ会社と共に自己破産を申請し、同年8月6日に破産手続き開始決定を受けた。負債額は約119億円。

## 沿革
- 1957年 - 創業。
- 1960年 - 「昭和合繊織物株式会社」設立。
- 1971年 - 「昭和産業株式会社」に改称。
- 2006年 - 株式会社ショーワを設立し、事業を譲渡。休眠状態となる。
- 2007年 - 「平成産業株式会社」に改称。関連会社7社とともに東京地裁に破産法を申請。

## グループ会社
- 平成染工（旧･昭和染工、タオル染晒加工業）
- イヨセン（旧･伊予染色、クリーニング業）
- ホーセン（旧･北条染工、タオル製品染色加工業）
- サイジング（旧･愛媛サイジング、タオル糊付加工）
- セイワ（旧･誠和、不動産賃貸業）
- 誠テクス（旧･マコトテックス、タオル地卸売業）
- 模波（旧・パルフェモナミ、婦人服小売業）